# Football Club Crotone 2008-2009
Questa pagina raccoglie i dati riguardanti il Football Club Crotone per la stagione sportiva 2008-2009.

## Organigramma societario
Area direttiva
- Presidente: Salvatore Gualtieri

Area tecnica
- Direttore sportivo:
- Allenatore: Francesco Moriero
- Allenatore in seconda:  Massimo Drago
- Collaboratore tecnico: Luigi Garzya
- Preparatore atletico: Domenico Borelli
- Preparatore dei portieri: Antonio Macrì

Area sanitaria
- Osteopata: Rocco Massara

## Rosa
| N. |                    | Ruolo | Calciatore           |
| -- | ------------------ | ----- | -------------------- |
|    | Italia (bandiera)  | P     | Emanuele Concetti    |
|    | Italia (bandiera)  | P     | Simone Farelli       |
|    | Italia (bandiera)  | P     | Valerio Senatore     |
|    | Italia (bandiera)  | D     | Marco Pedotti        |
|    | Italia (bandiera)  | D     | Claudio Cafiero      |
|    | Italia (bandiera)  | D     | Giuseppe Figliomeni  |
|    | Italia (bandiera)  | D     | Francesco Galeoto    |
|    | Italia (bandiera)  | D     | Archimede Morleo     |
|    | Italia (bandiera)  | D     | Valerio Quondamatteo |
|    | Brasile (bandiera) | D     | Diniz                |
|    | Italia (bandiera)  | D     | Gennaro Scognamiglio |
|    | Italia (bandiera)  | C     | Davide Carcuro       |

| N. |                            | Ruolo | Calciatore              |
| -- | -------------------------- | ----- | ----------------------- |
|    | Ungheria (bandiera)        | C     | Márk Orosz              |
|    | Rep. Dominicana (bandiera) | C     | Vinicio Espinal         |
|    | Italia (bandiera)          | C     | Antonio Galardo         |
|    | Italia (bandiera)          | C     | Gabriele Pacciardi      |
|    | Italia (bandiera)          | C     | Nicola Petrilli         |
|    | Italia (bandiera)          | C     | Carlo Vicedomini        |
|    | Italia (bandiera)          | A     | Salvatore Aurelio       |
|    | Italia (bandiera)          | A     | Simone Basso            |
|    | Brasile (bandiera)         | A     | Caetano Calil           |
|    | Italia (bandiera)          | A     | Luca Fernando Paponetti |
|    | Italia (bandiera)          | A     | Nello Russo             |
|    | Italia (bandiera)          | A     | Vittorio Triarico       |